# Herrarnas 100 kg i tyngdlyftning vid olympiska sommarspelen 1980
Herrarnas tyngdlyftning i 100-kilosklassen vid olympiska sommarspelen 1980 hölls den 28 juli 1980 i Izmailovo Sports Palace i Moskva.

## Tävlingsformat
Varje tyngdlyftare får tre försök i ryck och stöt. Deras bästa lyft i de båda kombineras till ett totalt resultat. Om någon tävlande misslyckas att få ett godkänt lyft, så blir de utslagna. Ifall två tyngdlyftare hamnar på samma resultat, är idrottaren med lägre kroppsvikt vinnare.

## Resultat
| Plats | Idrottare                | Kroppsvikt | Ryck (kg) | Ryck (kg) | Ryck (kg) | Ryck (kg) | Stöt (kg) | Stöt (kg) | Stöt (kg) | Stöt (kg) | Totalt |
| Plats | Idrottare                | Kroppsvikt | 1         | 2         | 3         | Resultat  | 1         | 2         | 3         | Resultat  | Totalt |
| ----- | ------------------------ | ---------- | --------- | --------- | --------- | --------- | --------- | --------- | --------- | --------- | ------ |
| 1     | Ota Zaremba (TCH)        | 99,15      | 175       | 180       | 180       | 180       | 205       | 210       | 215       | 215       | 395    |
| 2     | Igor Nikitin (URS)       | 99,25      | 167,5     | 175       | 177,5     | 177,5     | 210       | 215       | 220       | 215       | 392,5  |
| 3     | Alberto Blanco (CUB)     | 98,15      | 167,5     | 172,5     | 175       | 172,5     | 207,5     | 212,5     | 220       | 212,5     | 385    |
| 4     | Michael Henning (GDR)    | 98,35      | 165       | 170       | 170       | 165       | 212,5     | 217,5     | 222,5     | 217,5     | 382,5  |
| 5     | János Sólyomvári (HUN)   | 98,25      | 175       | 175       | 180       | 175       | 205       | 205       | 212,5     | 205       | 380    |
| 6     | Manfred Funke (GDR)      | 98,65      | 170       | 175       | 175       | 170       | 207,5     | 212,5     | 212,5     | 207,5     | 377,5  |
| 7     | Anton Baraniak (TCH)     | 98,90      | 160       | 160       | 165       | 165       | 210       | 217,5     | 217,5     | 210       | 375    |
| 8     | László Varga (HUN)       | 97,15      | 167,5     | 172,5     | 175       | 172,5     | 195       | 200       | 200       | 195       | 367,5  |
| 9     | Michael Persson (SWE)    | 97,90      | 152,5     | 157,5     | 160       | 160       | 192,5     | 197,5     | 200       | 200       | 360    |
| 10    | Pekka Niemi (FIN)        | 99,35      | 150       | 155       | 155       | 155       | 192,5     | 192,5     | 207,5     | 192,5     | 347,5  |
| 11    | John Burns (GBR)         | 99,80      | 157,5     | 157,5     | 162,5     | 157,5     | 180       | 190       | 190       | 180       | 337,5  |
| 12    | Birgir Borgþórsson (ISL) | 95,95      | 142,5     | 147,5     | 150       | 147,5     | 182,5     | 187,5     | 187,5     | 182,5     | 330    |
| 13    | Omar Yousfi (ALG)        | 98,55      | 132,5     | 132,5     | 140       | 140       | 172,5     | 180       | 185       | 180       | 320    |
| 14    | Addison Dale (ZIM)       | 91,35      | 100       | 105       | 105       | 100       | 125       | 130       | 130       | 125       | 225    |
| -     | Plamen Asparukhov (BUL)  | 99,60      | 170       | 175       | 175       | 170       | 205       | 205       | 205       | -         | DNF    |
| -     | Raef Ftouni (LBA)        | 96,40      | 132,5     | 132,5     | 140       | 140       | 170       | 170       | 170       | -         | DNF    |
| -     | Franz Strizik (AUT)      | 98,55      | 155       | 155       | 155       | -         | -         | -         | -         | -         | DNF    |
| -     | Michel Broillet (SUI)    | 95,10      | -         | -         | -         | -         | -         | -         | -         | -         | i.u.   |

## Nya rekord
| Ryck   | 180,0 kg | Ota Zaremba (TCH)     | OR |
| Stöt   | 217,5 kg | Michael Henning (GDR) | OR |
| Totalt | 395,0 kg | Ota Zaremba (TCH)     | OR |